# Visterna, Tulcea
Visterna este un sat în comuna Sarichioi din județul Tulcea, Dobrogea, România.